# Guido Negri
Guido Negri (Este, 25 agosto 1888 – Monte Colombara, 27 giugno 1916) è stato un ufficiale italiano, del regio esercito insignito di medaglia d'argento al valore militare. È riconosciuto dalla Chiesa cattolica come servo di Dio.

## Biografia
Dodicesimo e ultimo figlio di Evangelista Negri e Ludovica Belluco. A soli quattro anni egli perse il padre, che gestiva la farmacia di sua proprietà nella piazza principale della città. Negli anni dell'adolescenza, Guido frequentò assiduamente il Patronato Santissimo Redentore, studiò al Regio Ginnasio di Este dal 1899 al 1904, ricevendo pubblici elogi dal preside e nel 1904 iniziò a far parte della Società della Gioventù Cattolica, iscrivendosi al "Circolo San Prosdocimo". Le sue idee si concretizzarono nella difesa pubblica del papa e nella raccolta a favore dell'Obolo di San Pietro con l'impegno costante della Comunione e dell'Adorazione eucaristica. 

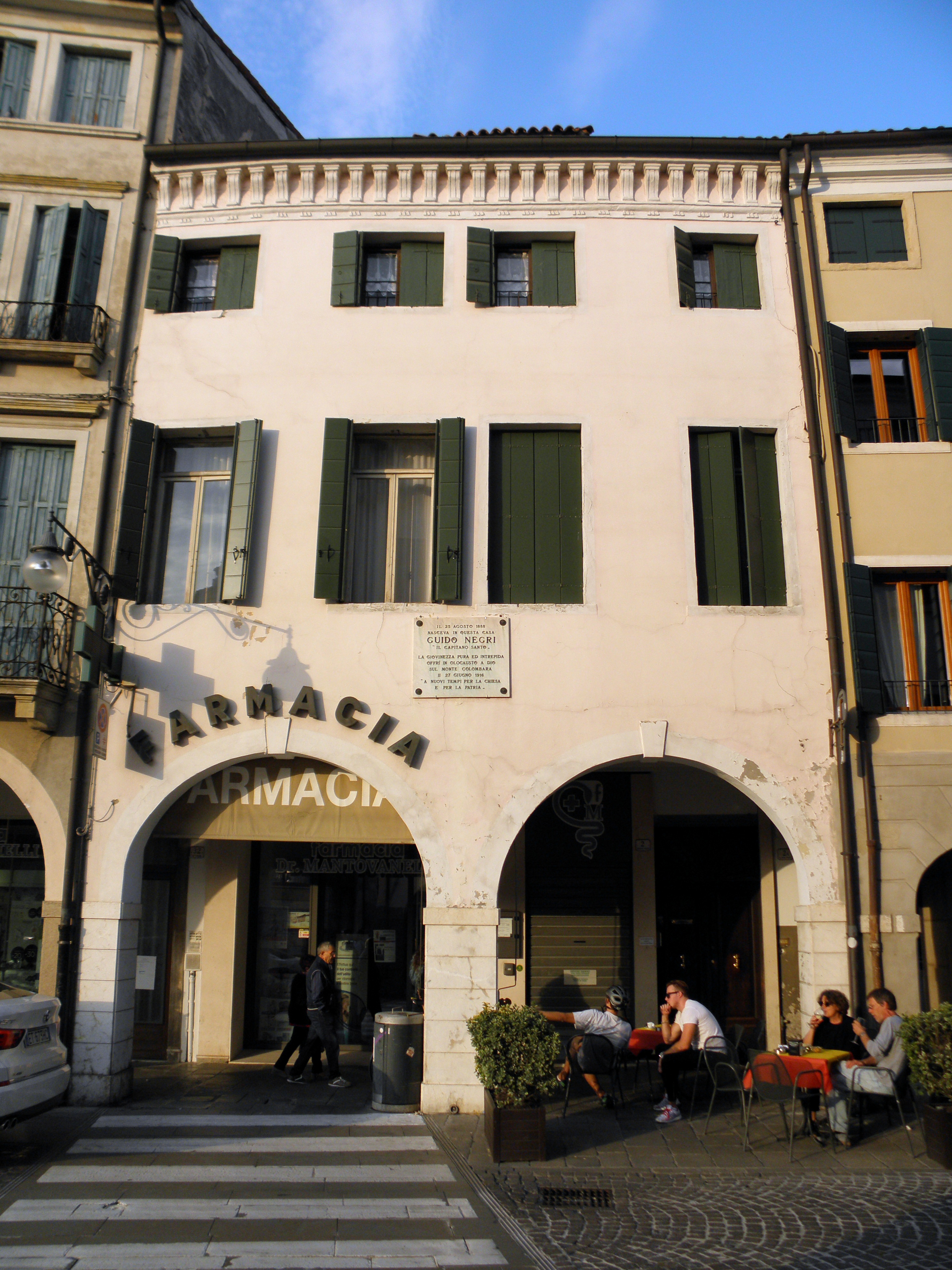
Casa natale di Guido Negri

Nel 1904, a sedici anni, Guido conobbe la quindicenne Santina Cortelazzo, figlia di un commerciante di Este. Sia il padre di Santina sia la madre di Guido si opposero alla loro relazione (fatta di brevi incontri e prevalentemente epistolare), portando alla sua conclusione nel 1914, con grande sofferenza di entrambi i giovani. In quegli anni il "Servo di Dio" prendeva forma con la sua scelta di apostolato laico e uno stile di vita più idoneo alla sua personalità che significava vivere nel mondo in maniera autenticamente cristiana, senza la necessità di diventare sacerdoti, facendo voto di castità prima annuale e poi quinquennale.
Nel 1907 ottenne la licenza ginnasiale e a seguire conseguì a Verona, da privatista, la maturità classica. Successivamente si iscrisse alla facoltà di Lettere all'Università di Padova. Nel 1908 si arruolò volontariamente per il servizio militare a Padova e seguì il corso per ufficiali di complemento, ottenendo l'anno dopo il suo primo incarico da sottotenente di fanteria a Firenze. Nel frattempo frequentò vari corsi all'università fiorentina nei pochi ritagli di tempo, ritardando notevolmente gli studi. 
Dal 1911 al 1913 rivestì il ruolo di presidente degli universitari cattolici patavini; in seguito al suo rientro all'Università di Padova, dopo il congedo dal servizio militare. Contemporaneamente proseguì l'apostolato laicale ad Este nel suo Circolo San Prosdocimo. 
Nel 1909 divenne terziario domenicano presso la parrocchia di Santa Maria delle Grazie di Este con il nome di fra Tommaso d'Aquino, diventando maestro dei novizi e nel 1913 fu invitato come relatore al congresso nazionale dei terziari domenicani a Firenze. Il suo cammino laico fu accompagnato dalla guida spirituale del cappuccino Leopoldo Mandić da Castelnuovo, penitenziere a Padova; opera testimoniata da due lettere del santo indirizzate al giovane.

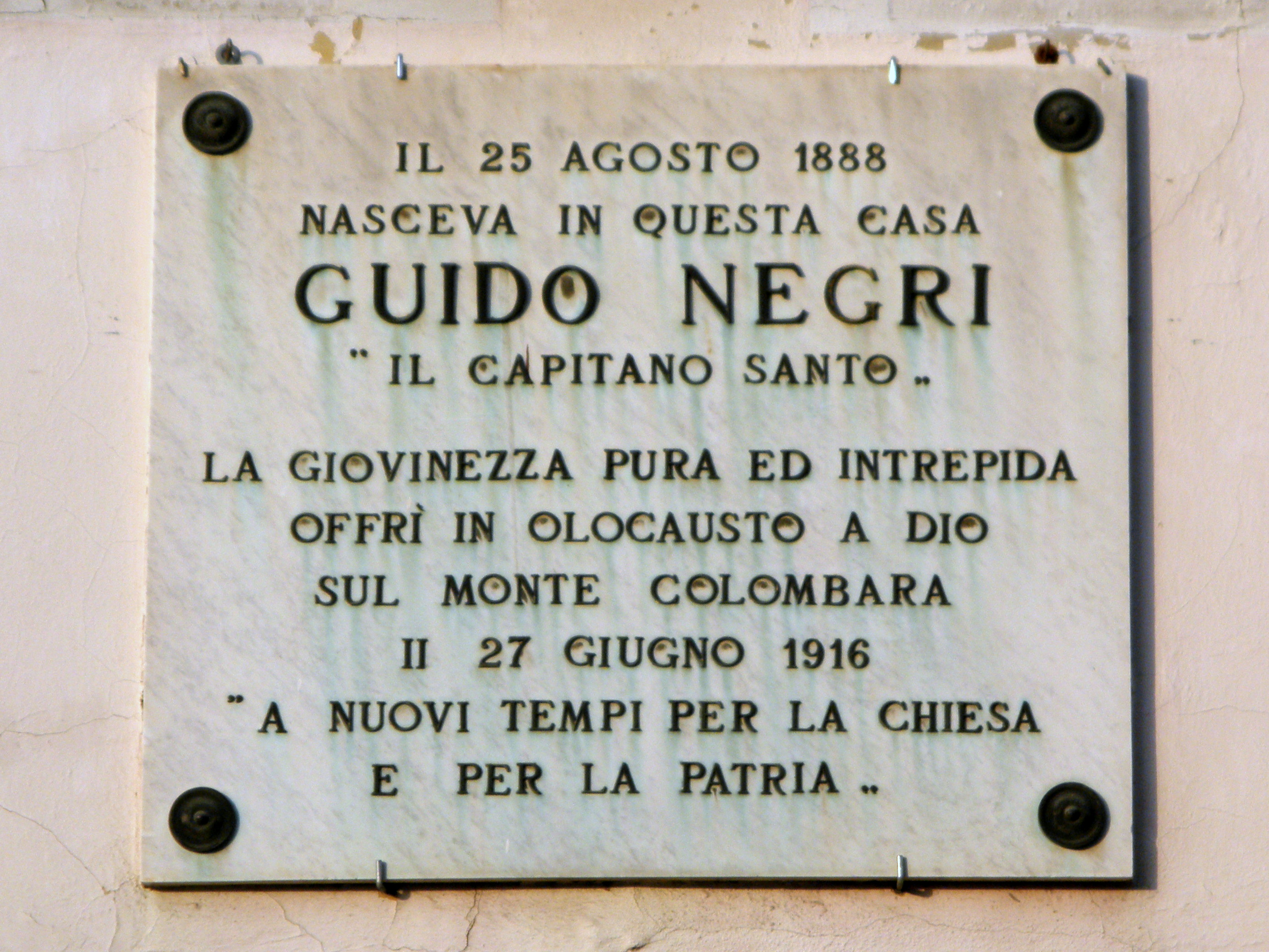
Lapide sulla facciata della casa natale

Nel mese di febbraio del 1911 venne richiamato alle armi per la guerra italo-turca e si trasferì a Treviso per prepararsi agli esami militari di idoneità al grado superiore. Ottenne il congedo nel 1914 e, pur non avendo ancora completato gli studi universitari, accettò l'incarico di insegnante, alle scuole dell'Istituto Cavanis di Possagno, in provincia di Treviso, per sollevare anche le necessità economiche della famiglia. Questo periodo lavorativo gli permise anche di applicarsi maggiormente agli studi universitari. Sempre nel 1914 il Circolo San Prosdocimo venne sospeso dall'Autorità Ecclesiastica perché non si atteneva completamente ai dettami dell'autorità stessa e perché sospettato di libertà politiche non consone.
Lasciando Este per Possagno, Guido concludeva anche uno dei servizi a lui più cari: il soccorso ai poveri presso la Conferenza di San Vincenzo del Duomo di Este.

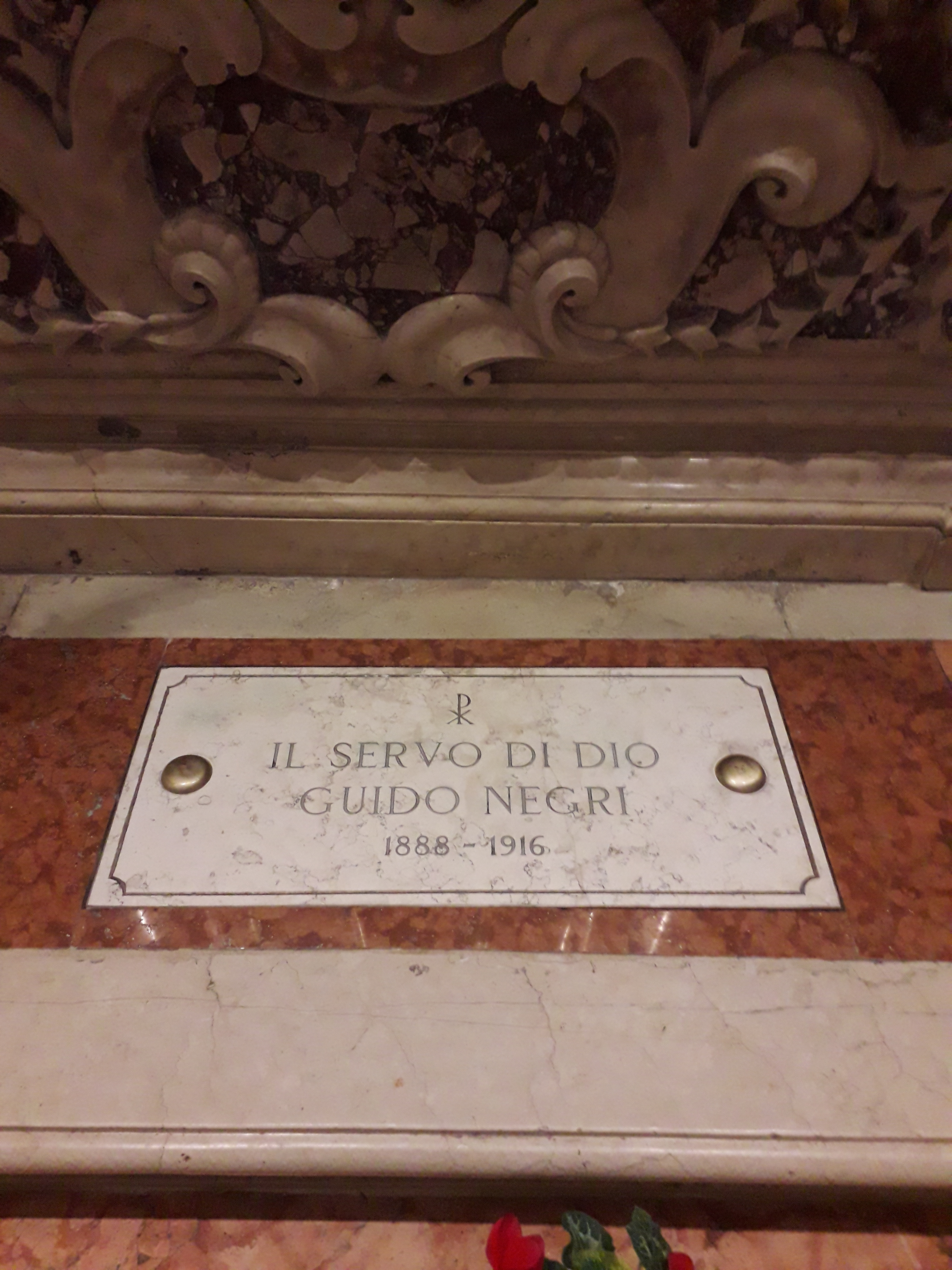
Tomba di Guido Negri nel Duomo di Este

Nel 1915 venne nuovamente richiamato alle armi e inviato nel Cadore. Dal settembre del 1915 al marzo del 1916, durante le manovre militari, venne ripetutamente ricoverato in un ospedale miliare duramente provato dalle sofferenze e sacrifici del fronte.
Finalmente, il 14 marzo 1916 arrivò la laurea in lettere, dopo un percorso rallentato da fatti inaspettati. Oltre a questa gioia, ce ne fu un'altra: Luigi Pellizzo, il vescovo di Padova, ripristinava il Circolo di San Prosdocimo, anche se ormai i suoi rientri a Este erano saltuari.
Quindici giorni dopo la laurea, conseguito il grado di capitano, assunse il comando della 5ª Compagnia del 228º reggimento fanteria della Brigata Rovigo. In quel periodo la Brigata Rovigo era composta in gran parte da ragazzi nati nel 1896, otto anni meno di lui e Guido, come capitano, ebbe modo di diffondere e dimostrare con la sua condotta e la sua fede indissolubile il Vangelo a tutti coloro che lo circondavano, superiori, commilitoni e subalterni.
Il 4 giugno 1916 partì per il fronte sull'Altopiano di Asiago. I quattro giorni che seguirono furono di cruenta battaglia, nello sforzo di obbedire al comando di conquistare la postazione austriaca alle pendici del Monte Colombara. 
Il 27 giugno 1916, perse la vita, colpito a morte da una pallottola nemica. Fu chiamato "Il capitano santo".
Il processo di beatificazione venne bloccato da papa Pio XII, il quale si rammaricò che Negri fosse morto incitando alla guerra; tale decisione venne confermata da papa Paolo VI nel 1973. Dal 1° novembre 1992 le sue spoglie sono custodite nel duomo di Santa Tecla.

## Riconoscimenti
Nei due decenni successivi alla morte fu indicato come modello del cristiano combattente, eroe e patriota e gli furono dedicate numerose pubblicazioni.
Durante la resistenza fu costituita nel padovano la Brigata Guido Negri. Sul monte Colombara un cippo è stato posto in suo onore.
A Negri sono stati intitolati una delle vie principali della città di Este, vie e piazze in altri comuni, scuole, associazioni e l'aula principale di Palazzo Liviano.